# Harry Vardon

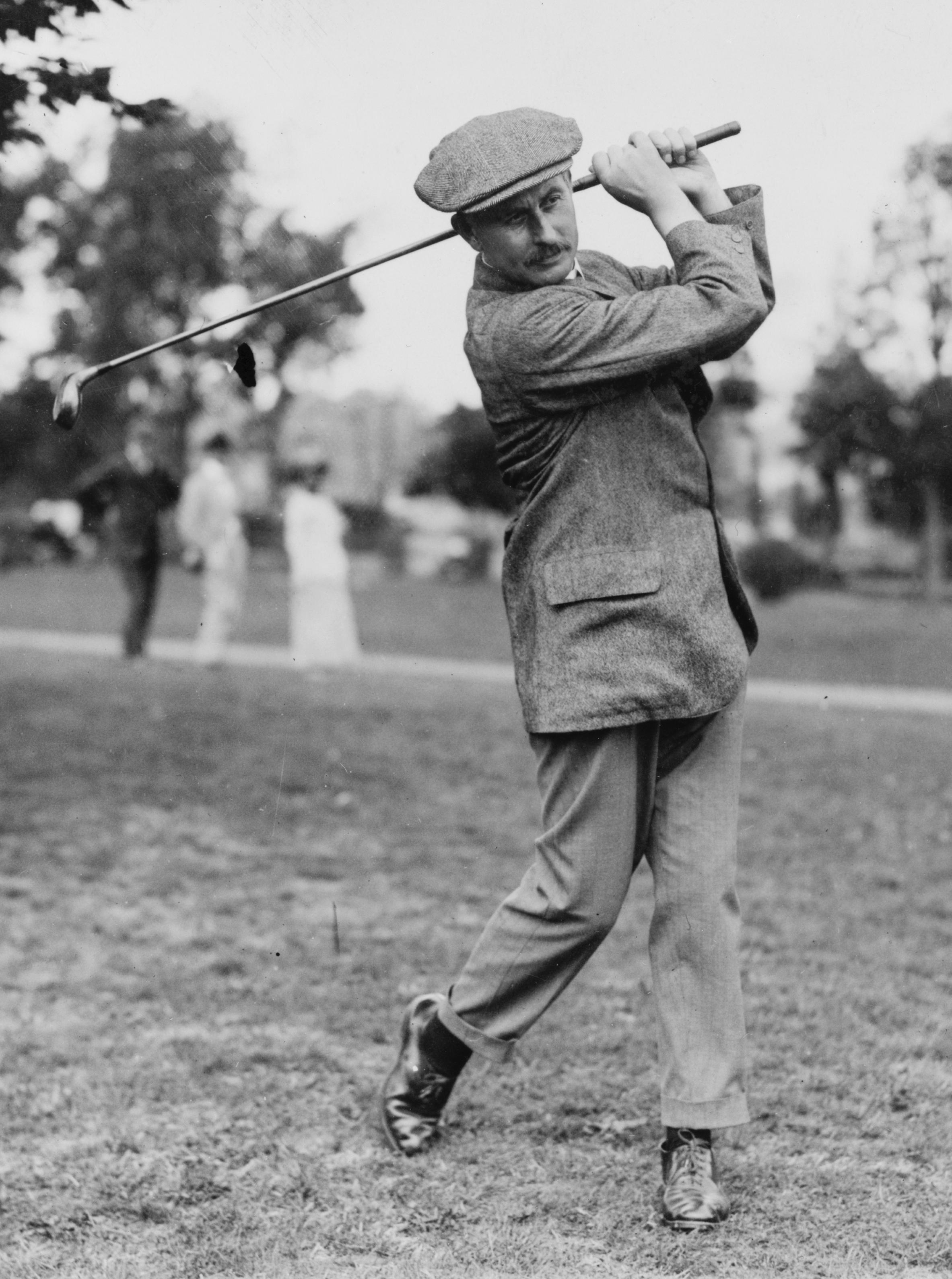
Harry Vardon.

Harry Vardon (9 de mayo de 1870 en Jersey, Islas del Canal - † 20 de marzo de 1937 en Totteridge, Inglaterra ) fue uno de los más famosos jugadores ingleses de golf.
Jugó poco al golf durante su infancia en la isla de Jersey, en el Canal de la Mancha, pero animado por su hermano mayor Tom se convirtió en jugador profesional a la edad de 20 años. En 1896 ganó el primero de seis Abiertos Británicos, y en 1900 fue el primer golfista famoso que viajó a los Estados Unidos, donde jugó más de 80 torneos, venciendo en el US Open de aquel año. Veinte años después, a la edad de 50, logró el 2° puesto en dicha competición.
En el curso de su carrera ganó 62 torneos. Se hizo muy popular el grip que usaba y que lleva su nombre, pues en la actualidad lo utilizan más del 90% de los golfistas. El grip Vardon consiste en entrelazar las manos sobre la empuñadura del palo de golf - la izquierda arriba y la derecha abajo -, de modo que el meñique de la mano derecha se apoye sobre el índice izquierdo (para un diestro); si esto no se consigue porque las manos son pequeñas, entonces se coloca el meñique derecho en el hueco entre los dedos índice y medio de la mano izquierda. 
También era muy conocido por su atuendo: bombachos, camisa con corbata y chaqueta abotonada.
En 1903 enfermó de tuberculosis, y su juego decayó a partir de entonces. Posteriormente diseñó varios campos de golf en Gran Bretaña, fue instructor y escribió diversos libros para el aprendizaje del golf. Después de su muerte, la PGA de América creó el Trofeo Vardon, que se concede anualmente al jugador con el promedio más bajo de golpes. En 1974, Vardon fue uno de los primeros golfistas que fueron inscritos en el Salón de la Fama del Golf Mundial.
- Datos: Q945877
- Multimedia: Harry Vardon / Q945877